# Club Deportivo Poza Rica
Para el equipo de béisbol, véase Petroleros de Poza Rica (béisbol).
El Club Deportivo Poza Rica es un equipo de fútbol mexicano que juega en la Serie B de la Segunda División de México. Tiene como sede la ciudad de Poza Rica en el Estado de Veracruz.
El equipo es coloquialmente llamado los Petroleros de Poza Rica. 

## Historia
Sus inicios se remontan a la década de los 1950s en la Segunda división mexicana, dentro de la cual estuvieron 3 veces cerca de ascender a la Primera división, pero siempre quedándose en la orilla.
En la temporada 1962-63, el equipo estuvo más cerca que nunca al llegar a la última jornada con posibilidades de coronarse, pero al caer contra el Orizaba, combinándose con una victoria de Cruz Azul sobre el Zamora, orilló al equipo a jugar un torneo de promoción que se jugó entre el Nacional, Ciudad Madero, Poza Rica y el  Veracruz, con el objetivo de aumentar el número de equipos en primera división, este se jugó del 16 de enero al 6 de febrero de 1964, y Poza Rica quedaría en el último lugar consiguiendo apenas 2 puntos al derrotar 6-1 al Ciudad Madero, el 21 de enero de 1964.
Para la siguiente temporada, la 1963-64, el Ascenso es obtenido por el Club de Fútbol Ciudad Madero al superar por puntos en la tabla general al Poza Rica, quien una vez más se quedó en la orilla de un ascenso a primera división. 
El equipo nunca logró estar más cerca de un ascenso al máximo circuito, y finalmente descendería a tercera división. Fue campeón de la Tercera división en la temporada 1981-82 tras vencer al Club Celaya; jugó en la entonces Segunda división A desde la temporada 1982-83 hasta la temporada 1985-86, ya que para la siguiente temporada se vendió la franquicia.
Desde ese año comenzó a jugar Tercera división, siendo el estadio Heriberto Jara Corona su casa, y teniendo como clásico regional el encuentro frente a los Conejos de Tuxpan. Durante su estancia en esa categoría el Poza Rica se caracterizó por contar con una de las mejores cifras de asistencia de aficionados entre todos los clubes de la también llamada Liga TDP.
El 14 de mayo de 2023 el equipo consiguió su ascenso a la Segunda División de México después de casi cuatro décadas fuera de esa categoría, esto tras derrotar al Club Deportivo Ayense en una tanda de penales tras empatar en la semifinal de la Zona B de la Liga TDP, tras esta victoria el club se hizo poseedor de uno de los cuatro boletos para comenzar a militar en la categoría de bronce del fútbol mexicano. Finalmente, el equipo accedió a la Serie B de México, tras perder la final de zona ante Aguacateros de Peribán, por lo que únicamente pudo ascender a la rama secundaria de la Segunda División.

## Palmarés
| Competición nacional                              | Títulos                                      | Subcampeonatos             |
| ------------------------------------------------- | -------------------------------------------- | -------------------------- |
| Segunda División de México (0/3)                  |                                              | 1960-61, 1963-64, 1964-65  |
| Tercera División de México (1/0)                  | 1981-82                                      |                            |
| Copa de la Segunda División de México (5/1)       | 1958-59, 1960-61, 1962-63, 1964-65, 1967-68. | 1965/1966                  |
| Campeón de campeones de la Segunda División (2/3) | 1960-61, 1967-68                             | 1958-59, 1962-63, 1964-65. |

## Temporadas
| Temporada     | División           | Posición                      |
| ------------- | ------------------ | ----------------------------- |
| 2014/2015     | 5.Tercera División | 10.º Grupo II                 |
| 2015/2016     | 5.Tercera División | 8.º Grupo III                 |
| 2016/2017     | 5.Tercera División | 8.º Grupo III                 |
| 2017/2018     | 5.Tercera División | 6.º Grupo II (Cuartos)        |
| 2018/2019     | 5.Tercera División | 5.º Grupo II (Treintadosavos) |
| 2019/2020     | 5.Tercera División | 1.º Grupo II                  |
| 2020/2021     | 5.Tercera División | 5.º Grupo II (Octavos)        |
| 2021/2022     | 5.Tercera División | 1.º Grupo III (cuartos)       |
| 2022/2023     | 5.Tercera División | 1.º Grupo IX (Final de Zona)  |
| 2023/2024     | 4.Segunda Serie B  | 8.º                           |
| Apertura 2024 | 4.Segunda Serie B  | 9.º                           |
| Clausura 2025 | 4.Segunda Serie B  | 9.º                           |